# Hideki Nakano
Hideki Nakano (jap. 中野 秀樹, Nakano Hideki; * 29. Juli 1952 in der Präfektur Hokkaidō) ist ein ehemaliger japanischer Nordischer Kombinierer.

## Werdegang
Nakano, der sowohl im Skispringen als auch in der Nordischen Kombination japanischer Juniorenmeister wurde, gewann bereits im Alter von 17 Jahren seinen ersten und einzigen japanischen Meistertitel in der Nordischen Kombination. Zu diesem Zeitpunkt besuchte er noch die Hokusho High School. Nach seinem Schulabschluss begann er ein Studium an der Waseda-Universität. Bei den Olympischen Winterspielen 1972 im heimischen Sapporo zeigte Nakano in allen drei Durchgängen den längsten und besten Sprung aller Teilnehmer und lag so mit 10,5 Punkten Vorsprung in Führung. Allerdings wies Nakano auf der Loipe noch zu große Defizite auf, sodass er mit der schlechtesten Laufzeit mehr als sieben Minuten an den besten Langläufer verlor und letztlich als Dreizehnter ins Ziel kam. Wenige Wochen später nahm er an der Winter-Universiade 1972 in Lake Placid teil. Während er im Kombinationswettkampf die Silbermedaille gewinnen konnte, wurde er im Springen von der Normalschanze Universiadesieger vor dem sowjetischen Topfavoriten Gari Napalkow. Bei den Nordischen Skiweltmeisterschaften 1974 im schwedischen Falun belegte Nakano den 33. Platz. In den folgenden Jahren trat Nakano international kaum mehr in Erscheinung. Beim traditionellen japanischen National-Athletic-Meet-Winterturnier 1978 in Nozawa Onsen gelang Nakano noch ein weiterer Sieg auf nationaler Ebene, ehe er auch bei japanischen Wettbewerben keine Erfolge mehr erzielen konnte.

## Statistik

### Teilnahmen an Olympischen Winterspielen
| Jahr und Ort | Einzel NK |
| ------------ | --------- |
| 1972 Sapporo | 13.       |

### Teilnahmen an Nordischen Skiweltmeisterschaften
| Jahr und Ort | Einzel NK |
| ------------ | --------- |
| 1974 Falun   | 33.       |